# Бомбардировка

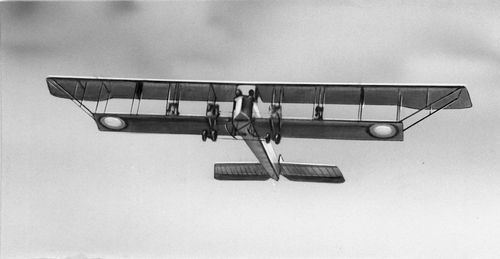
Первый бомбардировщик «Илья Муромец» в полёте.

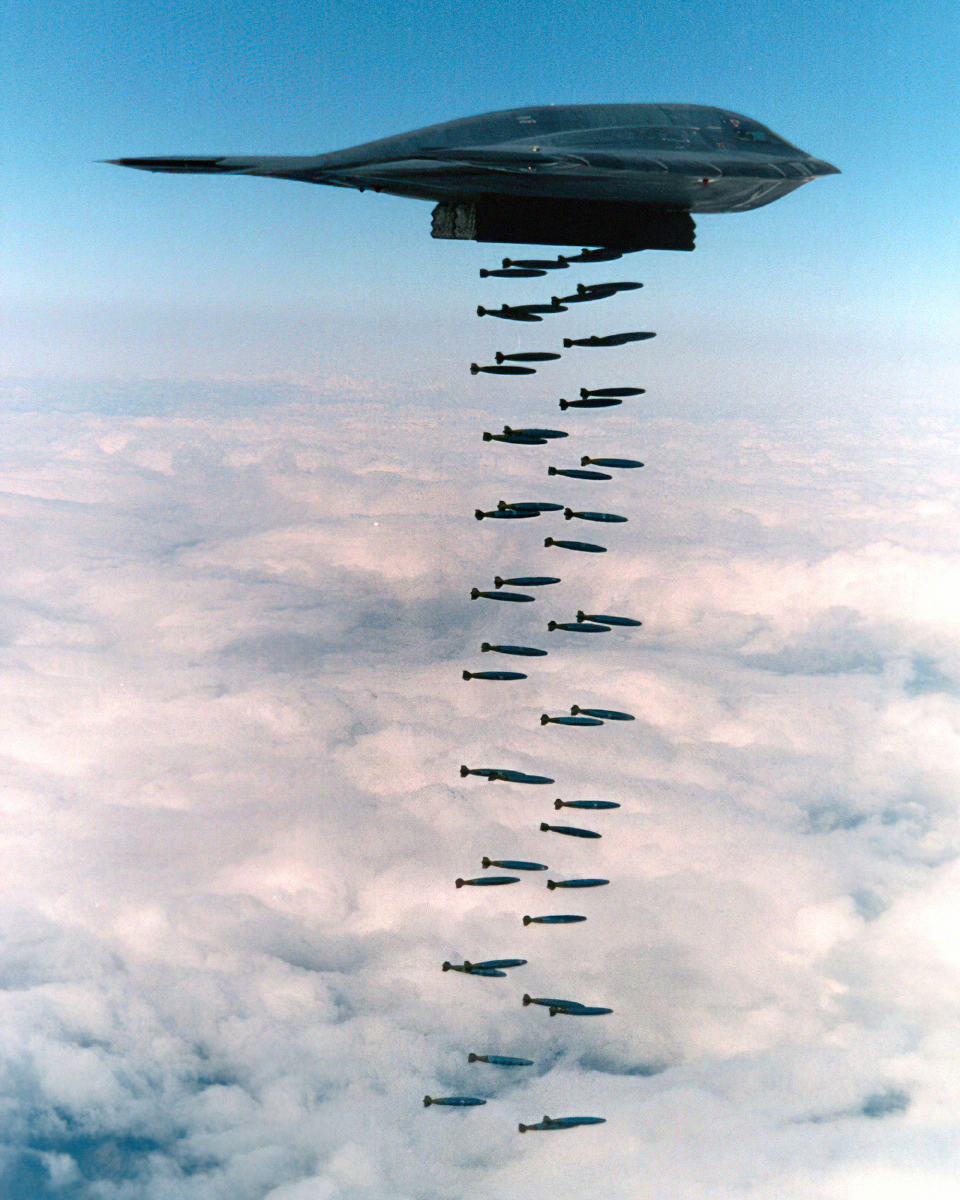
Бомбардировка с горизонтального полёта Northrop B-2 Spirit

Бомбардиро́вка или бомбомета́ние (воздушный налёт, авианалёт) — поражение разного рода объектов, техники, живой силы противника (а в ряде случаев и мирного населения) на поверхности земли, водной поверхности, а также на небольшой глубине под водой, огнём артиллерии или авиационными бомбами с помощью специального типа военных самолётов — бомбардировщиков или беспилотных летательных аппаратов (БПЛА).
До и во время Первой мировой войны бомбометание производилось также с цеппелинов. Кроме того, в ряде случаев применяют термин бомбардировка (устар. бомбардирование) при обстреле каких-либо объектов с помощью артиллерии (см. Бомбарда).

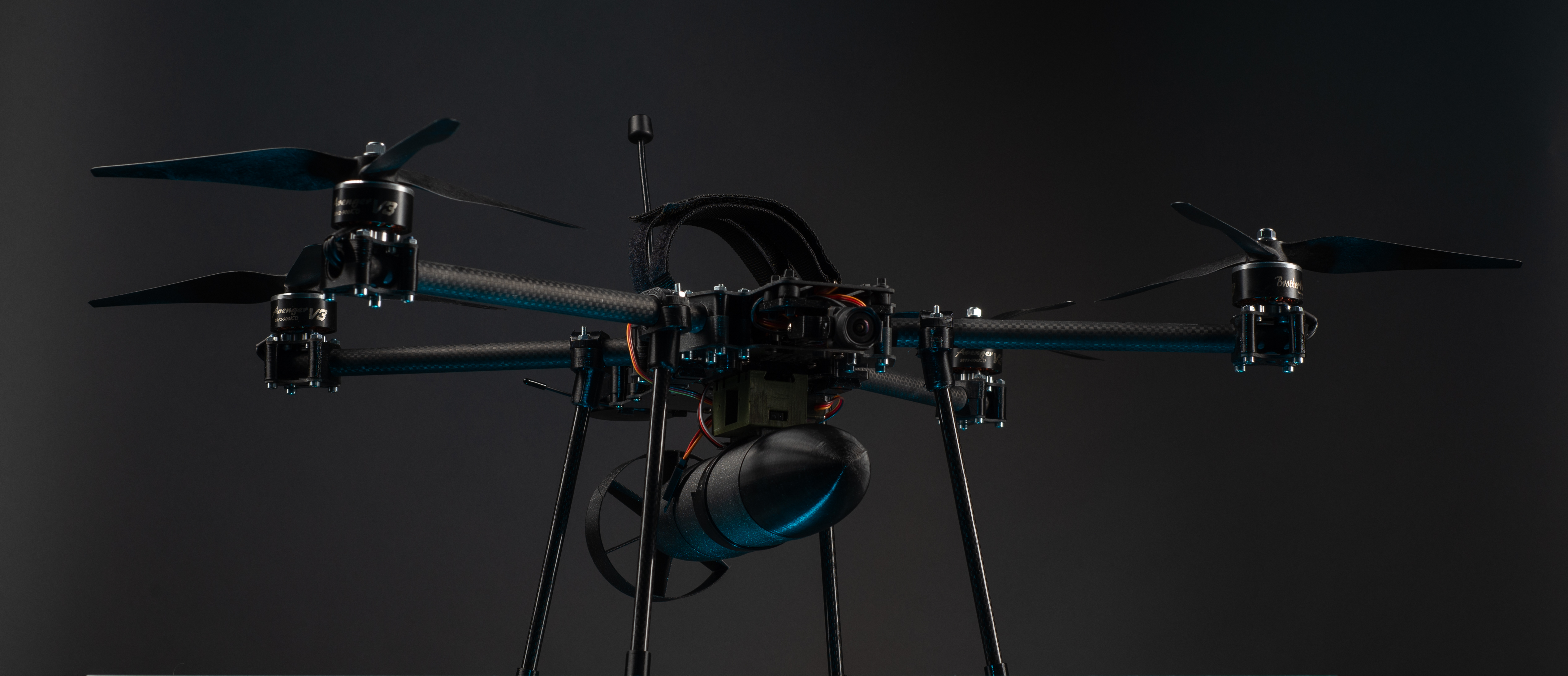
FPV-бомбардировщик "LuckyStrike" для поражения техники и живой силы на дистанции до 5 км от оператора.

## История

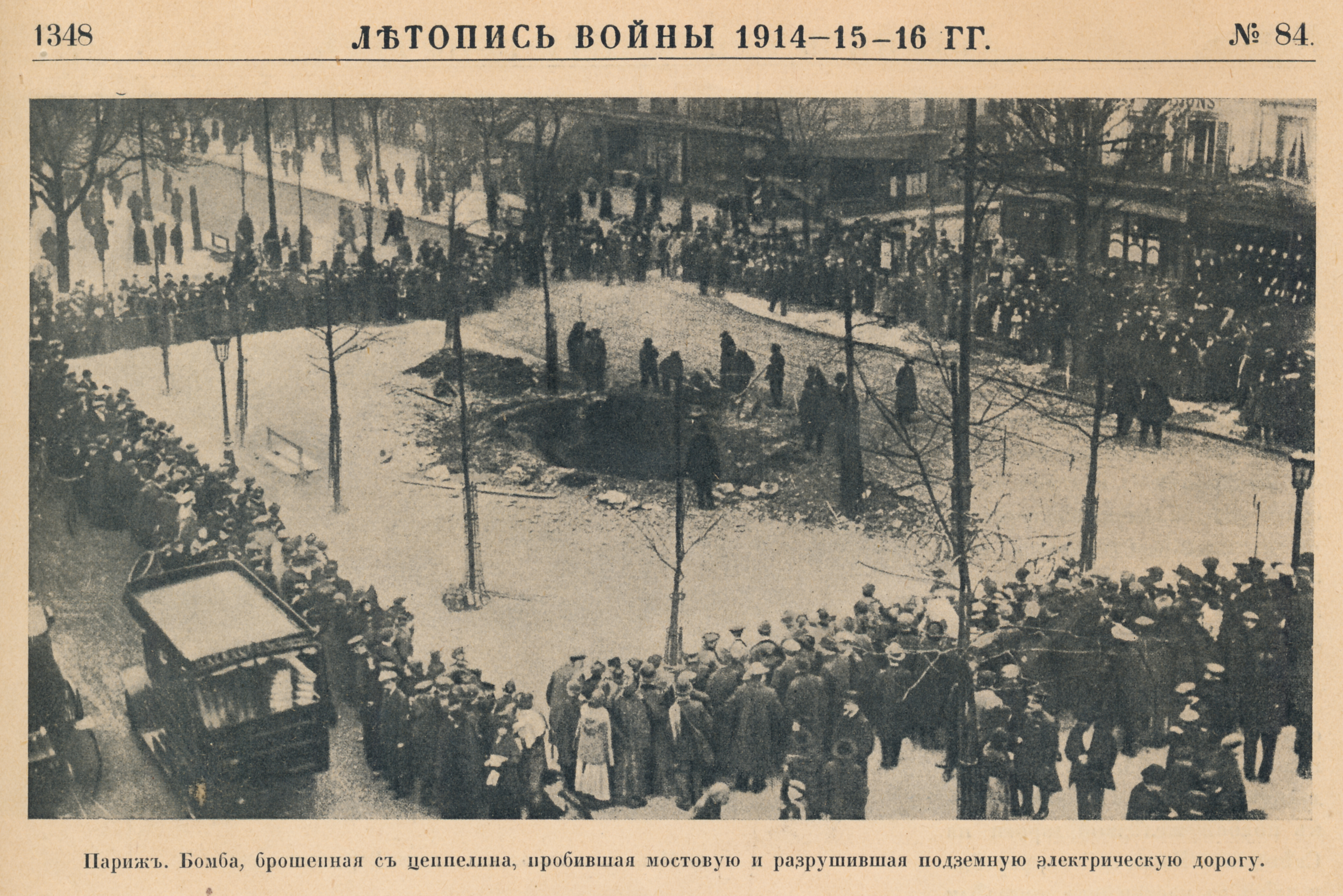
Результат бомбометания с цеппелина, Париж, 1916 год.

Впервые бомбардирование наземных целей с воздуха было осуществлено в 1911 году во время войны между Италией и Турцией в Триполи. Однако тогда отдельного вида самолётов для бомбометания ещё не было. Бомбардировочная авиация появилась во многих государствах, участвовавших в Первой мировой войне с 1914 по 1918 год. Тогда же появился и специальный вид боеприпаса — авиабомба.
Бомбардировка может производиться по площадной или точечной цели, может выполняться с больших, средних, малых или предельно малых высот, в горизонтальном полёте, а также в пикировании или кабрировании.
Другое значение термина бомбардировка — облучение какого-либо объекта или материала потоком элементарных частиц.

## Авиационное бомбометание
Способы авиационного бомбометания:
- Бомбометание с горизонтального полёта
- Бомбометание с пикирования
- Бомбометание с кабрирования[англ.] (см. Кабрирование)
- Топмачтовое бомбометание
- Прыгающая бомба
- бомбометание с больших дронов
- бомбометание с FPV-дронов (см. FPV)